# Mang mẹ đi bỏ
Mang mẹ đi bỏ (tiếng Anh: Leaving Mom) là một bộ phim điện ảnh Việt Nam ra mắt năm 2025 thuộc thể loại chính kịch do Mo Hong-jin làm đạo diễn. Đây là một bộ phim hợp tác sản xuất giữa Việt Nam và Hàn Quốc, với sự tham gia diễn xuất của các diễn viên gồm Hồng Đào, Tuấn Trần, Jung Il-woo, Juliet Bảo Ngọc, Quốc Khánh, Hải Triều, Lâm Vỹ Dạ, và Vinh Râu.

## Nội dung
Hoan là một chàng trai trẻ kiếm sống bằng nghề cắt tóc vỉa hè. Để thu hút khách, anh thường rao gọi lớn tiếng và thể hiện những hành vi bất thường nhằm gây sự chú ý từ người qua đường. Bà Lê Thị Hạnh – mẹ của anh, hiện đang sống cùng anh và đang mắc phải căn bệnh Alzheimer và có những biểu hiện hành vi như một đứa trẻ. Do đó, trách nhiệm chăm sóc mẹ khiến Hoan gần như bị trói buộc trong cuộc sống mưu sinh, không thể theo đuổi những dự định cá nhân. Trong nỗ lực thoát khỏi hoàn cảnh bế tắc, Hoan đã quyết định đưa mẹ sang Hàn Quốc để nhờ một người anh trai tại đó tiếp nhận việc chăm sóc, mặc dù anh chưa từng gặp và biết đến người đó.

## Diễn viên
- Tuấn Trần trong vai Hoan
- Hồng Đào trong vai bà Hạnh (Lê Thị Hạnh)
  - Juliet Bảo Ngọc trong vai bà Hạnh lúc trẻ

## Phát hành

### Quảng bá
Trong tháng 5 năm 2025, đơn vị sản xuất CJ HK Entertainment đã công bố dự án hợp tác giữa Việt Nam và Hàn Quốc có tên là Mang mẹ đi bỏ, đồng thời ra mắt hai áp phích đầu tiên của phim. Áp phích đầu tiên cho biết các diễn viên chính là diễn viên Hồng Đào, Tuấn Trần, Jung Il-woo và Juliet Bảo Ngọc, còn áp phích thứ hai cho thấy nhân vật trung tâm của bộ phim là Lê Thị Hạnh (do Hồng Đào đóng). Sau đó, vào ngày 11 tháng 6, đoạn giới thiệu đầu tiên và áp phích teaser chính thức ra mắt, hé lộ bi kịch của hai mẹ con Hoan và Hạnh. Cuối cùng thì vào ngày 30 tháng 6, đơn vị sản xuất chính thức công bố áp phích và trailer chính thức của phim.

### Công chiếu
Mang mẹ đi bỏ được xác nhận sẽ chính thức khởi chiếu vào ngày 1 tháng 8 năm 2025, với các suất chiếu đặc biệt diễn ra từ 18 giờ ngày 30 và 31 tháng 7 cùng năm. Trước đó, buổi ra mắt phim đã được tổ chức vào ngày 29 tháng 7, quy tụ dàn diễn viên, đạo diễn cùng ê-kíp sản xuất, đặc biệt có sự góp mặt của nam diễn viên Jung Il-woo.